# Ocularia decellei
Ocularia decellei är en skalbaggsart som beskrevs av Stefan von Breuning 1968. Ocularia decellei ingår i släktet Ocularia och familjen långhorningar. Inga underarter finns listade i Catalogue of Life.